# ポンコツ浪漫大活劇バンピートロット2
『ポンコツ浪漫大活劇バンピートロット2』は、アイレムソフトウェアエンジニアリングから発売が予定されていたPlayStation 3専用ゲームソフト。2005年6月30日に発売されたPlayStation 2用ゲームソフト『ポンコツ浪漫大活劇バンピートロット』の第2作目となる予定だった。

## 概要
当初、2007年中にPlayStation 2用ソフトとして発売予定とされていた。ある程度開発も進んでいたようでいくつかの映像も公開されていたが、「プレイステーション2ではやりたいことをすべて実現できなかった」という理由から、機能拡充のためプラットフォームをPlayStation 3に変更する。東京ゲームショウ2007では映像出展がされた。この時、初期の情報と比較し、ヒロインの印象が大幅に変更されている。しかしそれ以降1年以上動きは無く、東京ゲームショウ2008では本作の映像展示等は無く、アイレムブースの片隅にポスターが貼ってあるのみとなった。
公式サイトは東京ゲームショウ2007前に更新されたまま放置状態となっていたが、2008年12月22日に「そして、物語は静かに動き出す―。」という謳い文句と共にゲーム内画像と思われる画像に差し替えられたものの、その後2年以上に渡って更新はされなかった。
2011年3月31日、公式サイトにて開発中止が発表された。同時期に発売されたゲーム情報誌の発売スケジュール欄にも同様のアナウンスがされている。

## 設定
以下はメディア露出などで伝えられていた情報である。
舞台は前作から数年後、季節は冬。主人公は一人の少年で、主人公の立場はVIP客、ウェイター、密航者の3つあり、物語最初の選択肢で変化する。ヒロインは音楽家を夢見る少女であり、画面写真から音楽ミニゲームの存在も確認できた。ビークルに関しては、ターボボディなどの新パーツに加え、前作の脇役的存在であったクレーン付きの腕や農耕用シリーズが使えるなどがわかっている。ビークルカラーは各パーツごとに変えられるようになった。新要素として、釣り竿付きの腕パーツ、及び水槽型のバックパーツによる釣りや、クレーン付き腕パーツによる荷物積みかえのミニゲーム、放水アームによる消火活動のミニゲームが予想できた。画面からはビッグタンクボディ、ショットガンアームやグレネードアームの存在、スロットマシン型のブレストパーツ、風船のついた風防パーツ、イラストにもあった丸太のついた腕や、かんじきのようなものを付けた脚パーツなどが確認できる。季節が冬と言うこともあり人々の服装は厚着で、ビークルが巨大な雪玉を持ち上げた写真もあった。

## スタッフ
- プロデューサー：九条一馬